# Ponarth
Ponarth war seit 1905 ein Stadtteil von Königsberg (Preußen) und wird im heutigen Kaliningrad russisch Димитрово Dimitrowo genannt. Dimitrowo gehörte von 1947 bis 2009 zum Baltischen Rajon, dem südwestlichen Stadtbezirk Kaliningrads, und seit 2009 zum Moskauer Rajon, in den der Baltische Rajon aufgegangen ist und der nun das ganze Areal südlich des Pregels umschließt.

## Geographische Lage
Ponarth liegt in der historischen Region Ostpreußen, etwa vier Kilometer südsüdwestlich des Stadtzentrums von Kaliningrad (Königsberg).
Ponarth war vor 1945 an Sonntagen ein Ausflugsziel der Königsberger, die die hohen wilden Bäume des Dörfchens sowie den Ausblick auf die Stadt genossen.

## Name
Der Name Ponarth[en] stammt von den Prußen. Das Präfix „pa“ oder „po“ bedeutet „unter“ und „nártas“ (Winkel) und kann somit als der Ort „unter dem Winkel“ angesehen werden. Die Etymologie der Namensteile von „Ponarthen“ ist in dem Wörterbuch litauisch Prūsu kalbos etimologijos žodynas ‚Preußisches Etymologie-Wörterbuch‘ näher aufgeschlüsselt als *Pànartʹan und *Nartā (fließen, pumpen) und *narstantis (untertauchen, im Fluss wirbeln). Da der Ort im Urstromtal der Pregel liegt deutet der Name vermutlich auf ein Überschwemmungsgebiet hin.

## Geschichte

Ponarth, südsüdwestlich von Königsberg, auf einer Landkarte von 1910

Bereits im Jahr 1328 wurden einem Bruder Conradt auf dem Gebiet „Ponartten“ zwei Hufen Land zur freien Verfügung und ohne Abgabeverpflichtung („zum schultzenn ampt zun ewigen zeitten gantz frey und one alle beschwerung zu besitzenn“) durch den Hauskomtur im Brandenburgischen Bruder Ruggertus von N. überschrieben. Dieser Conradt bekleidete das Schulzenamt und ihm stand ein weiterer Anteil des erwähnten Ortes zu. Besiegelt durch Bruder Hermannus von Kodorff, Bruder Leo, Bruder Otho von Bere Solbe, Bruder Theodorius von Brabandia, Bruder Otho von Wollmenstein und weiteren, am Tag (21. Dezember) des Apostels Thomae im Jahre des Herrn 1328. Als deutsches Dorf wurde Ponarthen 1385  urkundlich erwähnt, 1410 hieß es Ponarthen. 1520 brannten Polen den Ort nieder. 1609 verschrieb Johann Sigismund (Brandenburg) Ponarth dem Löbenicht. Zur Sicherung Königsbergs vor den Schweden wurden die Ponarther Häuser 1679 abgebrochen.
Um 1790 machten die Königsberger gern einen Kaffeeausflug nach Ponarth, zu Fuß oder mit der „Düttchenpost“. 1812 lag das Korps von Louis-Nicolas Davout in Ponarth. Als Johann Philipp Schifferdecker seine Brauerei aus der Tuchmacherstraße nach Ponarth verlegt hatte, wurde Ponarth zur Vorstadt mit den meisten Einwohnern. Im Park mit den alten Bäumen war der Ausschank „Müllers Garten“, nach 1900 „Südpark“. 1896 wurde die Ponarther Kirche eingeweiht.
Ponarth war früher ein selbständiges Dorf mit einer hohen Anzahl von Arbeitern. 1874 wurde ein Amtsbezirk (Preußen) Ponarth gebildet, der aus den Gemeinden Ponarth, Groß Karschau, Hoch Karschau (heute russisch: Nowo-Doroschny), Klein Karschau und Schönbusch (heute ebenfalls „Dimitrowo“ genannt) bestand und von Groß Karschau aus verwaltet wurde. Er gehörte zum Landkreis Königsberg i. Pr. im Regierungsbezirk Königsberg in Ostpreußen. Am 14. Oktober 1893 wurde die Ortschaft Schönbusch in die Landgemeinde Ponarth eingegliedert.
1895 lebten in Ponarth 4425 Einwohner. Zur Jahrhundertwende waren es 8074. Es gab eine Postagentur, ein Telegrafenamt, die königliche Eisenbahn-Hauptwerkstätte und zwei bedeutende Brauereien. Ponarth wurde am 1. April 1905 in die Stadt Königsberg i. Pr. eingemeindet, 1906 wurde der Amtsbezirk aufgelöst und der Amtssitz nach Groß Karschau verlegt. Die Anlage des Hubertusteichs, des Schwanenteichs und des Parks Friedrichsruh (1907) verschönerten Ponarth. Auf dem Palve-Platz trug der MTV Ponarth seine Heimspiele in den Sportarten Fußball, Handball, Schlagball und Faustball aus. Berühmt wurde Ponarth durch sein gutes Bier (größte norddeutsche Brauerei). Das heutige russische unter dem Namen „Ponarther Bier“ ausgeschenkte Getränk kommt dagegen aus Devau. Neben der Schifferdecker AG Brauerei Ponarth und der Brauerei Schönbusch gab es Straßen- und Eisenbahnwerkstätten, eine Kaserne, Munitionsfabriken und die Schichau-Werft am südlichen Pregelufer. Auch der Güterbahnhof und der 1929 angelegte Hauptbahnhof gehörten in diesen Stadtteil. Die Ponarther Gloria-Lichtspiele hat man nach dem Krieg in eine Markthalle umgewandelt. Die Ponarther Kirche von 1897 ist schön restauriert. Auch die katholische St. Josefs-Kapelle von 1931 hat den 2. Weltkrieg überlebt.

## Persönlichkeiten

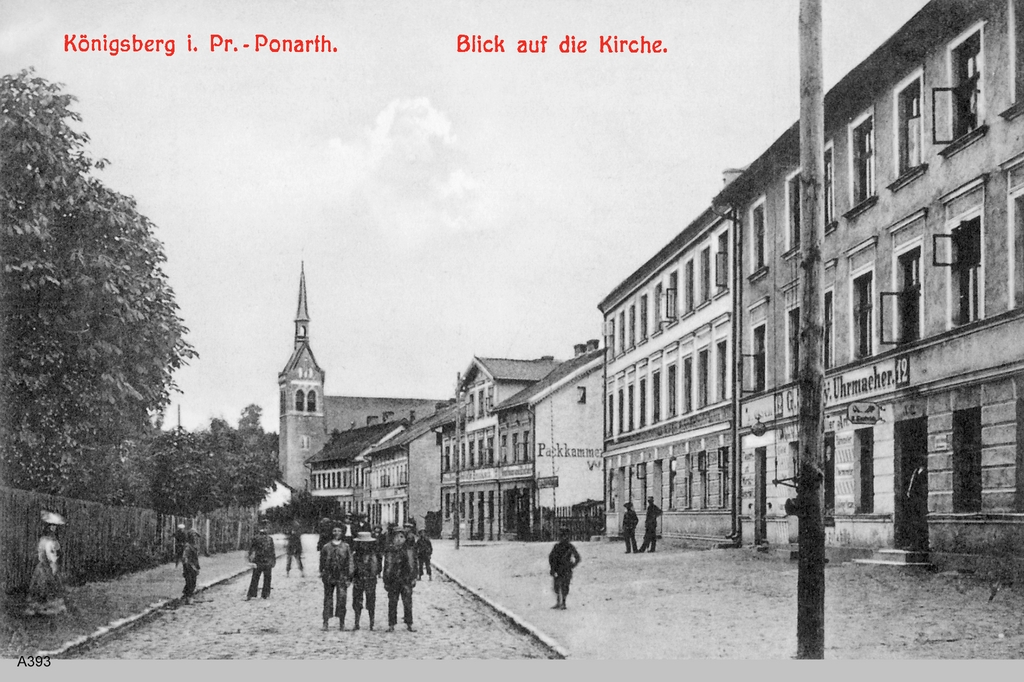
Straßenzug in Ponarth mit Blick auf die Ponarther Evangelische Pfarrkirche

- Johann Philipp Schifferdecker (1811–1887), Brauereibesitzer
- Eduard Schifferdecker (1833–1915), Brauereibesitzer und Patronatsherr der Kirche

## Verkehr
Durch den Stadtteil führt eine unbedeutende Nebenstraße, die bei Nowo-Doroschny (Hoch Karschau) auf eine städtische Umfahrungsstraße trifft, die die russische Fernstraße A 194 (ehemalige deutsche Reichsstraße 1) mit der Fernstraße R 516 (ehemalige deutsche Reichsautobahn Berlin–Königsberg Berlinka) verbindet.
War ehedem Ponarth namentlich eine Bahnstation, so ist hier heute lediglich ein Haltepunkt mit der Bezeichnung Kijewskaja an der Bahnstrecke von Kaliningrad nach Mamonowo (Heiligenbeil) zur Weiterfahrt nach Polen (ehemalige Preußische Ostbahn).